# Liste der Kulturdenkmäler in Raversbeuren
In der Liste der Kulturdenkmäler in Raversbeuren sind alle Kulturdenkmäler der rheinland-pfälzischen Ortsgemeinde Raversbeuren aufgeführt. Grundlage ist die Denkmalliste des Landes Rheinland-Pfalz (Stand: 27. Oktober 2023).

## Einzeldenkmäler
| Bezeichnung         | Lage                          | Baujahr                           | Beschreibung                                                                                                | Bild                           |
| ------------------- | ----------------------------- | --------------------------------- | --- | ------------------------------ |
| Evangelische Kirche | Backesweg 5 Lage              | 1707                              | barocker Saalbau, 1707, spätgotisches Portal, Westturm, spätes 13. Jahrhundert                              | weitere Bilder Fotos hochladen |
| Hofanlage           | Dorfstraße 37 Lage            | erste Hälfte des 19. Jahrhunderts | Hakenhof; Fachwerkhaus, teilweise massiv, erste Hälfte des 19. Jahrhunderts, Scheune; bauliche Gesamtanlage | BW                             |
| Brunnen             | Dorfstraße, neben Nr. 37 Lage |                                   | Ziehbrunnen, Brunnenhaus aus Schieferbruchstein                                                             | Fotos hochladen                |